# Prefekt
Prefekt je naziv za kardinala koji upravlja jednim dikasterijem ili na čelu jedne rimske kongregacije. Također može označavati i osobu koja upravlja jedinicom lokalne uprave u nekoj talijanskoj ili francuskoj regiji.
Prefekt u francuskom jeziku predstavlja centralnu državnu vlast u departmanu ili regiji, te, između ostalog, obavlja sljedeće funkcije:
- nadzire ministarske odjele na lokalnoj razini u provođenju politika ministarstava, kako bi bile u općem interesu i interesu građana

- nadležan je za javnu sigurnost i organizacije spašavanja

- organizira izbore

- nadležan je za isporučivanje osobnih iskaznica, vozačkih i boravišnih dozvola te drugih administrativnih autorizacija

- nadzire proračun i zakonitost odluka političkih tijela lokalnih vlasti (općina, županijskih vijeća, regionalnih vijeća)

Službenici koji pripadaju prefektoralnom tijelu najčešće mogu biti izabrani za prefekte. Predsjednik Republike imenuje ih dekretom, na prijedlog premijera i ministra unutarnjih poslova.
Ne treba ih brkati s predsjednicima vijeća departmana ili regionalnih vijeća koji predstavljaju političku vlast izabranu putem izbora.